# Voie nasale

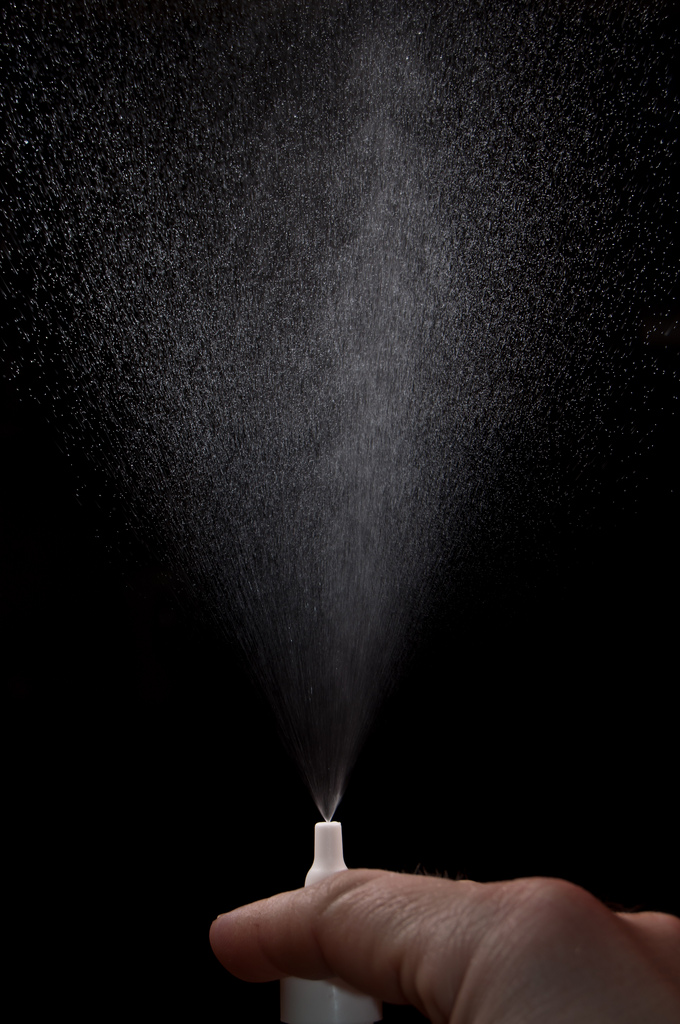
Utilisation d'un spray nasal à l'air libre sur fond noir

La voie nasale est la voie d'administration de médicaments au niveau du nez et des cavités nasales.
Différentes formes galéniques sont possibles : goutte nasale, spray nasal, pommade nasale, solution pour lavage nasal, poudre nasale, crème nasale, etc.
L’action des médicaments pris par voie nasale peut être locale ou générale (systémique).

## Action systémique
L'utilisation de la voie nasale comme voie permettant au principe actif d'avoir une action systémique dans tout le corps a les avantages et les inconvénients suivant :

### Avantages
La cavité nasale est recouverte d'une muqueuse mince qui est bien vascularisée. Par conséquent, une molécule de médicament peut être rapidement transférée à travers la couche cellulaire épithéliale unique directement dans la circulation sanguine systémique sans subir l’effet de premier passage hépatique et le métabolisme intestinal. L'effet est souvent atteint en 5 min pour les petites molécules de médicaments. La voie nasale peut donc être utilisée comme une alternative à la voie orale si un effet rapide est souhaité ou si le médicament est fortement dégradé dans l'intestin ou le foie. Les médicaments qui présentent une faible capacité d'absorption peuvent aussi être administrés par cette voie.

### Inconvénients
La voie nasale est principalement appropriée pour des médicaments puissants puisque seul un volume limité peut être pulvérisé dans la cavité nasale. Les médicaments pour une administration continue et fréquente peuvent être moins appropriés en raison du risque d'effets nocifs à long terme sur l'épithélium nasal.
La voie nasale a également été associée à une grande variabilité dans la quantité de médicament absorbé. Cette variabilité peut être liée aux infections des voies respiratoires supérieures, à l'irritation sensorielle de la muqueuse nasale, aux différences dans la quantité de pulvérisation de liquide et aux différences dans le processus de pulvérisation. Cependant, la variabilité de la quantité absorbée après administration par voie nasale devrait être comparable à celle absorbée par voie orale,.